# Labroides phthirophagus
Labroides phthirophagus är en fiskart som beskrevs av Randall, 1958. Labroides phthirophagus ingår i släktet Labroides och familjen läppfiskar. IUCN kategoriserar arten globalt som livskraftig. Inga underarter finns listade i Catalogue of Life.